# 1963 dans le catholicisme
Chronologie du catholicisme
- 1959
- 1960
- 1961
- 1962
- 1963
- 1964
- 1965
- 1966
- 1967

Cet article présente les faits marquants de l'année 1963 dans le catholicisme.

## Évènements
- 20 janvier : canonisation de Vincent Pallotti.
- 11 avril : publication de l'encyclique Pacem in Terris sur la paix universelle.
- 19 au 21 juin : conclave consécutif au décès de Jean XXIII et élection de Paul VI.
- 29 septembre : ouverture de la deuxième session du Concile Vatican II.
- 4 décembre : fin de la deuxième session du concile.

## Naissances

### Janvier
- 13 janvier : Fülöp Kocsis, prélat hongrois, primat de l'Église grecque-catholique hongroise
- 19 janvier : Murray Chatlain, prélat canadien, archevêque de Keewatin-Le Pas
- 20 janvier : Domenico Battaglia, cardinal italien, archevêque de Naples

### Février
- 2 février : Marek Zalewski, prélat polonais, diplomate du Saint-Siège et archevêque titulaire d'Africa (de)
- 12 février : Martin Waïngue Bani, prélat tchadien, évêque de Doba
- 13 février : Vincent Holzer, prêtre et théologien français

### Mars
- 1er mars : Peter Ebere Okpaleke, cardinal nigérian, évêque d'Ekwulobia, précédemment évêque d'Ahiara (en)
- 9 mars : Jean Pelletier, prélat français, évêque de Mende
- 19 mars : Marcel Damphousse, prélat canadien, archevêque d'Ottawa-Cornwall
- 20 mars : Stephan Ackermann, prélat allemand, évêque de Trèves
- 30 mars : Massimo Fusarelli, prêtre franciscain italien, ministre général des franciscains

### Avril
- 20 avril : Gianfranco Gallone, prélat italien, diplomate du Saint-Siège et archevêque titulaire de Motula (de)

### Mai
- 5 mai : Jeffrey Monforton, prélat américain, évêque de Steubenville
- 12 mai : Peter Bryan Wells, prélat américain, diplomate du Saint-Siège et archevêque titulaire de Marcianopolis (de)
- 18 mai : David Tencer, prélat capucin slovaque, évêque de Reykjavik
- 19 mai : Nicodème Barrigah, prélat togolais, archevêque de Lomé († 4 août 2024)
- 27 mai : Pierre Goudreault, prélat canadien, évêque de Sainte-Anne-de-la-Pocatière

### Juin
- 6 juin : 
  - Guy Boulanger, prélat canadien, évêque de Rouyn-Noranda et d'Amos
  - Giovanni Gaspari, prélat italien, diplomate du Saint-Siège et archevêque titulaire d'Alba Maritima (de)
- 7 juin : Denis Nulty, prélat irlandais, évêque de Kildare et Leighlin
- 13 juin : Dominique Mathieu, cardinal et missionnaire belge, archevêque d'Ispahan-Téhéran
- 17 juin : Jean-Marc Micas, prélat français, évêque de Tarbes et Lourdes
- 22 juin : Mark O'Toole, prélat britannique, archevêque de Cardiff-Menevia
- 23 juin : Luciano Russo, prélat italien de la Curie, diplomate du Saint-Siège et archevêque titulaire de Monteverde (de)
- 28 juin : Gérard Le Stang, prélat français, évêque d'Amiens

### Juillet
- 22 juillet : Valerio Lazzeri, prélat suisse, évêque de Lugano
- 26 juillet : 
  - Piergiorgio Bertoldi, prélat italien, diplomate du Saint-Siège et archevêque titulaire d'Hispellum (de)
  - Stuart Long, ancien boxeur et prêtre américain († 9 juin 2014)
- 31 juillet : Jean de Dieu Raoelison, prélat malgache, archevêque d'Antananarivo

### Août
- 25 août : Paul Lontsié-Keuné, prélat camerounais, évêque de Bafoussam
- 28 août : Lucjan Avgustini, prélat albanais, évêque de Sapë (it) († 22 mai 2016)

### Septembre
- 21 septembre : Dominique-Marie David, prélat français, archevêque de Monaco
- 28 septembre : Guillaume de Menthière, prêtre, enseignant, théologien et auteur français

### Octobre
- 8 octobre : Antonio Guido Filipazzi, prélat italien, diplomate du Saint-Siège et archevêque titulaire de Sutri (it)
- 10 octobre : Robert J. McClory (en), prélat américain, évêque de Gary (en)
- 13 octobre : Paul Lei Shiyin, prélat chinois excommunié pour avoir été consacré sans autorisation

### Novembre
- 3 novembre : António Francisco Jaca, prélat angolais, évêque de Benguela (° 3 novembre 1963)
- 13 novembre : Olivier Leborgne, prélat français, évêque d'Arras
- 25 novembre : Konrad Krajewski, cardinal polonais de la Curie, précédemment archevêque titulaire de Beneventum (de)
- 30 novembre : Éric de Beukelaer, prêtre et chroniqueur belge

### Décembre
- 23 décembre : Francesco Patton, prêtre franciscain italien, custode de Terre sainte

### Date précise inconnue
- Alcuin Reid, moine bénédictin, liturgiste et moine australien, fondateur du Monastère Saint-Benoît de Brignoles

## Décès

### Janvier
- 22 janvier : William Godfrey, cardinal britannique, archevêque de Westminster (° 25 septembre 1889)

### Février
- 1er février : 
  - Józef Andrasz, prêtre jésuite et écrivain polonais, directeur spirituel de Faustine Kowalska (° 16 octobre 1891)
  - John Francis D'Alton, cardinal irlandais, archevêque d'Armagh (° 11 octobre 1882)
- 8 février : Lucien Polimann, prêtre, homme politique et collaborateur français (° 19 novembre 1890)
- 20 février : Fernand Maillet, prêtre français, dirigeant des Petits Chanteurs à la croix de bois (° 20 août 1896)
- 27 février : Émile Chartier, prêtre et critique littéraire canadien (° 18 juin 1876)

### Mars
- 19 mars : Auguste Arribat, prêtre, éducateur, enseignant et vénérable français, Juste parmi les nations (° 17 décembre 1879)
- 25 mars : Clément Mathieu, prélat français, évêque d'Aire et Dax (° 18 mars 1882)

### Avril
- 4 avril : Saint Gaétan Catanoso, prêtre italien, fondateur des Sœurs Véronique de la Sainte Face (° 14 février 1879)
- 20 avril : Manuel Arteaga y Betancourt, cardinal cubain, archevêque de La Havane (° 28 décembre 1879)
- 24 avril : Paul Rémond, prélat français, archevêque-évêque de Nice, Juste parmi les nations (° 24 septembre 1873)

### Mai
- 9 mai : Bienheureux Alexandru Rusu, prélat roumain, métropolite de l'Église grecque-catholique roumaine, martyr du communisme (° 22 novembre 1884)
- 28 mai : Bienheureuse Maria Costanza Panas, religieuse, abbesse, peintre et poétesse italienne (° 5 janvier 1896)

### Juin
- 3 juin : Saint Jean XXIII, 261e pape (° 25 novembre 1881)
- 10 juin : Félix Guiller, prélat français, évêque de Pamiers puis évêque titulaire d'Antioche-du-Méandre (de) (° 10 novembre 1901)
- 20 juin : Jean Girbeau, prélat français, évêque de Nîmes (° 15 février 1870)

### Juillet
- 13 juillet : Bienheureux Carlos Manuel Rodríguez Santiago, militant laïc portoricain (° 22 novembre 1918)
- 16 juillet : Gerald O'Hara, prélat américain, diplomate du Saint-Siège (° 4 mai 1895)
- 22 juillet : Valerio Valeri, cardinal italien de la Curie, précédemment diplomate du Saint-Siège et archevêque titulaire d'Éphèse (de) (° 7 novembre 1883)

### Août
- 20 août : Pierre Douillard, prélat français, évêque de Soissons (° 29 avril 1888)

### Octobre
- 28 octobre : Louis Lachance, prêtre dominicain et historien canadien (° 18 février 1899)
- 30 octobre : 
  - Hugh O'Flaherty, prêtre irlandais du Saint-Siège, sauveteur de juifs et de soldats alliés, Juste parmi les nations (° 28 février 1898)
  - Bienheureux Oleska Zaryckyj, prêtre grec-catholique ukrainien, martyr du communisme (° 17 octobre 1912)

### Novembre
- 24 novembre : John LaFarge, prêtre jésuite, écrivain, journaliste et militant antiraciste américain (° 13 février 1880)

### Décembre
- 25 décembre : Léonce Celier, archiviste et historien français, spécialiste d'histoire religieuse (° 19 janvier 1885)
- 28 décembre : Charles-Justin Calewaert, prélat belge, évêque de Gand (° 17 octobre 1893)